# SEARCH基金会
SEARCH基金会（英語：SEARCH Foundation）是澳大利亚的一个实行会员制的非营利组织，拥有一些与澳大利亚劳工运动左翼有关的知名成员。“SEARCH”是“社会教育、行动和关于人类的研究”（Social Education, Action and Research Concerning Humanity）的缩写。
该组织于1990年成立，是澳大利亚共产党的后继组织，以促进“社会对影响社会生活、推动社会发展和提升社会福祉的主要因素的更大理解”为宗旨。该组织拥有澳大利亚共产党档案的所有权和访问权，目前这些档案委托新南威尔士州立图书馆管理。该组织倡导建设一个民主社会主义和生态社会主义的澳大利亚，并致力于实现更大的民主、经济和社会平等、环境可持续性、人权以及国际和平与合作。